# 清流关
清流关，建成年代在南唐-宋朝期间，属于古遗址分类，公布文号:皖政[1989]34号，公布批次为第三批省级重点文物保护单位，位于滁州市琅琊山风景区。

## 保护范围
以清流关关楼为中心，南、北两侧至山顶，东至关山店东50米、西至小店子村。

## 建设控制地带
东西至保护范围外1000米，南北同保护范围。

## 面积
150000平方米。

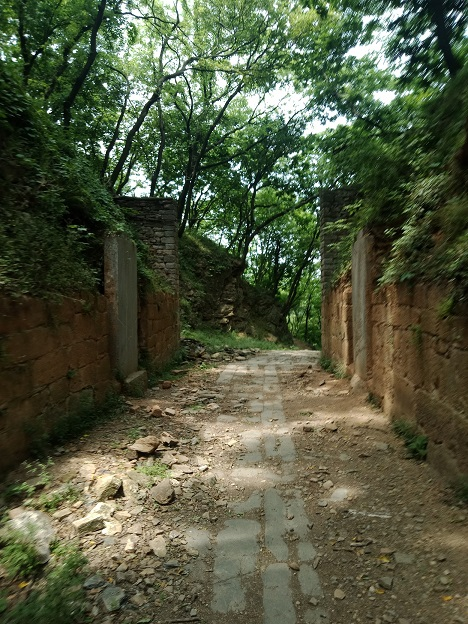
关楼遗址
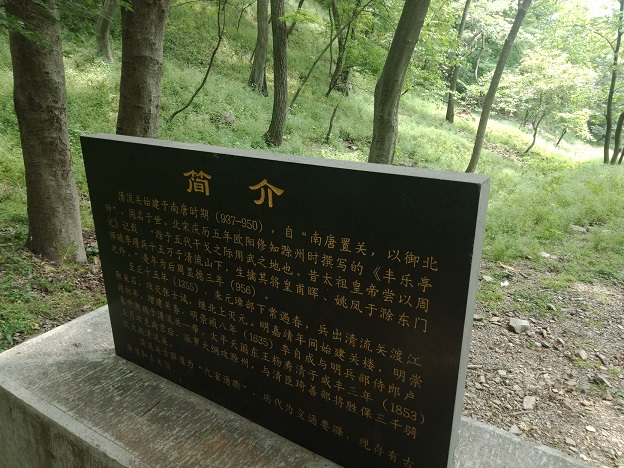
文物保护单位简介